# キンモン
キンモン（ベトナム語：Thị xã Kinh Môn / 市社荊門?）はベトナムのハイズオン省にある町である。

## 行政区画
以下の14坊9社から構成される。
- アンリュー坊（An Lưu / 安留）
- アンフー坊（An Phụ / 安阜）
- アンシン坊（An Sinh / 安生）
- ズイタン坊（Duy Tân / 維新）
- ヒエンタイン坊（Hiến Thành / 憲誠）
- ヒエップアン坊（Hiệp An / 協安）
- ヒエップソン坊（Hiệp Sơn / 協山）
- ロンスエン坊（Long Xuyên / 隆川）
- ミンタン坊（Minh Tân / 明新）
- ファムタイ坊（Phạm Thái / 範泰）
- フートゥー坊（Phú Thứ / 富庶）
- タンザン坊（Tân Dân / 新民）
- タイティン坊（Thái Thịnh / 泰盛）
- タットフン坊（Thất Hùng / 七雄）
- バクダン社（Bạch Đằng / 白藤）
- ヒエップホア社（Hiệp Hòa / 協和）
- ホアインソン社（Hoành Sơn / 橫山）
- ラックロン社（Lạc Long / 樂隆）
- レニン社（Lê Ninh / 黎寧）
- ミンホア社（Minh Hòa / 明和）
- クアンタイン社（Quang Thành / 光城）
- タンロン社（Thăng Long / 昇龍）
- トゥオンクアン社（Thượng Quận / 上郡）